# Magnitsky Act
De Magnitsky Act, formeel de Russia and Moldova Jackson-Vanik Repeal and Sergei Magnitsky Rule of Law Accountability Act of 2012, is een wet van de Amerikaanse federale overheid die in 2012 werd aangenomen. De wet kreeg de steun van zowel de Democraten als de Republikeinen. De wet legt sancties op aan Russische functionarissen die verantwoordelijk worden geacht voor de dood van de Russische belastingadvocaat Sergej Magnitski in een gevangenis in Moskou in 2009. De wet trok ook het Jackson-Vanik-amendement in, waardoor Rusland en Moldavië een permanente status van normale handelsbetrekkingen kregen, en vanaf dan sancties eerder op individuen gericht werden.
De wet, die op 14 december 2012 door president Barack Obama werd ondertekend, betekende een belangrijke stap in de aanpak van mensenrechtenschendingen door middel van gerichte sancties.
In 2016 werd de Global Magnitsky Human Rights Accountability Act, als onderdeel van de National Defense Authorization Act voor begrotingsjaar 2017. Deze breidt de oorspronkelijke wet uit om buitenlandse functionarissen wereldwijd te straffen voor mensenrechtenschendingen of voor aanzienlijke corruptie, en autoriseert bevriezing van tegoeden en inreisverboden voor de VS.

## Achtergrond
In 2009 ontdekte de Russische belastingadvocaat Sergej Magnitski een belastingfraude van 230 miljoen dollar waarbij Russische functionarissen betrokken waren. Nadat hij de corruptie had gemeld, werd hij gearresteerd, zelf van de fraude beschuldigd en vastgehouden in de Butyrka-gevangenis in Moskou. Na bijna een jaar in hechtenis stierf hij in november 2009. Er waren rapporten die erop wezen dat hij door gevangenisbewakers was mishandeld. 
De zaak trok internationale aandacht en benadrukte systematische corruptie en mensenrechtenschendingen in Rusland.
De werkgever van Magnitsky, de Amerikaanse zakenman Bill Browder, een prominente investeerder in Rusland, voerde campagne voor rechtvaardigheid. Browder lobbyde bij Amerikaanse wetgevers, waaronder de senatoren Ben Cardin en John McCain, om wetgeving in te voeren die gericht was tegen degenen die verantwoordelijk waren voor Magnitsky's dood en de daarmee samenhangende corruptie.

## Wetgevende geschiedenis
De Magnitsky Act werd oorspronkelijk ingediend als de Sergei Magnitsky Rule of Law Accountability Act van 2012 (HR 4405). Het wetsvoorstel was erop gericht Russische functionarissen die in verband werden gebracht met de dood van Magnitsky te verbieden de VS binnen te komen of het banksysteem te gebruiken. 
In juni 2012 nam de Senaat, onder leiding van senator Ben Cardin, de maatregel op in een breder wetsvoorstel (HR 6156) om het Jackson-Vanik-amendement, een handelsbeperking uit de tijd van de Koude Oorlog, in te trekken.
Het kabinet-Obama verzette zich aanvankelijk tegen de sancties, daarbij verwijzend naar diplomatieke bezwaren, maar het Congres verbond de intrekking van het amendement aan de Magnitsky-bepalingen. Op 16 november 2012 nam het Huis van Afgevaardigden HR 6156 aan met een stemming van 365 tegen 43 stemmen. De Senaat volgde op 6 december 2012 met een stemming van 92 tegen 4 stemmen. President Obama ondertekende het wetsvoorstel op 14 december 2012.

## Bepalingen
De Magnitsky Act laat de Amerikaanse overheid toe om:
- visumverboden en bevriezing van tegoeden op te leggen aan Russische personen die verantwoordelijk zijn voor de dood van Magnitsky of gerelateerde mensenrechtenschendingen.
- sancties op te leggen aan personen die betrokken waren bij de omvangrijke corruptie die verband hield met de fraude die Magnitsky aan het licht bracht.
- het amendement van Jackson-Vanik in te trekken om de handelsbetrekkingen met Rusland en Moldavië te normaliseren.

De Global Magnitsky Act, die in 2016 werd aangenomen, breidt de sancties uit om mensenrechtenschenders en corrupte ambtenaren overal ter wereld te treffen, ongeacht hun nationaliteit.

## Gesanctioneerde personen
In april 2013 publiceerde het Amerikaanse ministerie van Financiën een lijst met achttien personen die onder de Magnitsky Act zijn gesanctioneerd, waaronder Russische functionarissen en anderen die betrokken waren bij de zaak van Sergej Magnitski. Bekende namen zijn onder meer:
- Artjom Koeznetsov, belastingonderzoeker bij het Ministerie van Binnenlandse Zaken in Moskou.
- Olga Stepanova, hoofd van het belastingkantoor nr. 28 in Moskou, Federale Belastingdienst van Rusland.
- Dmitriy Komnov, hoofd van het detentiecentrum Butyrka.

De Global Magnitsky Act heeft inmiddels sancties opgelegd aan personen uit verschillende landen, waaronder:
- Abdulaziz al-Hasawi, betrokken bij de moord op journalist Jamal Khashoggi in 2018.
- Chen Quanguo, voor mensenrechtenschendingen tegen Oeigoeren in Xinjiang, China.
- Alexandre de Moraes, een Braziliaanse rechter van het Hooggerechtshof, werd op 30 juli 2025 gestraft wegens vermeende rechterlijke overschrijding van zijn bevoegdheden en beperkingen van de vrijheid van meningsuiting.

## Russische reactie
Rusland reageerde door de Dima Yakovlev-wet in te voeren, adopties van Russische kinderen in de VS te verbieden en een gelijkaardige lijst van 18 Amerikaanse functionarissen te publiceren die de toegang tot Rusland ontzegd werden. De Russische regering veroordeelde Magnitsky in 2013 ook postuum, een stap die breed bekritiseerd werd als symbolische vergelding. Rusland probeerde ook de wet te ondermijnen met lobbywerk, onder meer via advocate Natalia Veselnitskaya, met name tijdens een ontmoeting met Donald Trump jr. in de Trump Tower in 2016.

## Wereldwijde Magnitsky Act
De Global Magnitsky Act, aangenomen op 23 december 2016, breidt de reikwijdte van de oorspronkelijke wet uit. Deze wet staat de VS toe buitenlandse functionarissen te straffen voor:
- ernstige schendingen van de mensenrechten, zoals martelingen en buitengerechtelijke executies.
- ernstige vormen van corruptie, waaronder omkoping en verduistering.

De belangrijkste sancties omvatten:
- Yahya Jammeh, voormalig president van Gambia, wegens corruptie en mensenrechtenschendingen.
- Dan Gertler, een Israëlische zakenman, voor corrupte mijnbouwdeals in de Democratische Republiek Congo.

In 2020 werden sancties opgelegd aan Chinese functionarissen en entiteiten vanwege misstanden in Xinjiang, en in 2021 werd de Eritrese militaire leider Filipos Woldeyohannes gesanctioneerd vanwege oorlogsmisdaden in de Tigray-oorlog.

## Internationale impact
De Magnitsky Act inspireerde vergelijkbare wetgeving wereldwijd:
- Canada: de Justice for Victims of Corrupt Foreign Officials Act (2017) richt zich op mensenrechtenschenders en corrupte ambtenaren, met sancties opgelegd aan Saoedische staatsburgers die in verband worden gebracht met de moord op Jamal Khashoggi.
- Verenigd Koninkrijk: in 2020 heeft het Verenigd Koninkrijk sancties ingevoerd op basis van een wet in de stijl van Magnitsky, gericht op 47 individuen vanwege mensenrechtenschendingen.
- Europese Unie: het wereldwijde sanctieregime voor mensenrechtenschendingen van de EU, dat in 2020 werd ingevoerd, weerspiegelt het Amerikaanse model.

## Ontvangst
De wet is geprezen door mensenrechtenactivisten, zoals Geoffrey Robertson, die het een baanbrekend instrument noemde om laaggeplaatste medeplichtigen aan mensenrechtenschendingen aan te pakken. De Russische dissidenten Vladimir Kara-Murza en Boris Nemtsov beschreven het als "pro-Russisch" omdat het de verantwoordingsplicht bevordert. 
Critici, waaronder de Russische functionaris Yevgeny Fedorov, beweren dat het de geopolitieke belangen van de VS dient. Sommigen, zoals Bill Van Auken, hebben de VS beschuldigd van selectieve handhaving, wijzend op de steun aan andere regimes met mensenrechtenschendingen.

## Toezicht en handhaving
In 2017 delegeerde president Donald Trump de bevoegdheid voor financiële sancties aan de minister van Financiën en visumbeperkingen aan de minister van Buitenlandse Zaken. Een schikking uit 2017 met Prevezon Holdings, die verband hield met de fraudezaak van Magnitsky, resulteerde in een boete van 5,8 miljoen dollar. 
De wet blijft een instrument om mondiale mensenrechten- en corruptieproblemen aan te pakken, met aanhoudende oproepen voor aanvullende sancties.